# Gilbert Chepkwony
Gilbert Kiptoo Chepkwony (né en 1985) est un marathonien kényan.
Son meilleur temps a été remporté lors du marathon international de la Paix à Košice en 2 h 8 min et 33 s.
En 2009, il avait réalisé 2 h 18 min 48 s au marathon d'Honolulu en décembre 2009. Il gagne pour la seconde fois le marathon international de la Paix de Košice en 2014 en 2 h 08 min 26 s.